# St. Martin, Mississippi
St. Martin är en så kallad census-designated place i Jackson County i Mississippi. Vid 2020 års folkräkning hade St. Martin 7 811 invånare.